# Kvarntjärnen (Kalls socken, Jämtland, 703619-137400)
Kvarntjärnen är en sjö i Åre kommun i Jämtland och ingår i Indalsälvens huvudavrinningsområde.